# 長鰭新蛇鰻
長鰭新蛇鰻（学名：Neenchelys diaphora）也称鰻仔、硬骨篡、篡仔、硬骨仔、異新蛇鰻，是蛇鳗科新鳗属的一种。模式标本采集自台湾屏东县东港鱼港。

## 鉴别特征
模式标本全长（TL）475毫米。身体呈圆柱状，头长是体高的2.6—3.0倍，全长是体高的28—35倍；背鳍起自躯体中点，鳃孔后1.2—1.5倍头长处；全长是背鳍前长的4.4—4.6倍，头长的9.9—10.8倍，尾长的1.5—1.6倍；胸鳍发达，较大，为头长的3.7—4.0倍；总脊椎骨数177—186；平均脊椎骨形式为35-54-181。头部侧线孔13-15个；背鳍前侧线孔35-38个；肛门前侧线孔56–59个。